# Kangeanshamalijster
De kangeanshamalijster (Copsychus nigricauda) is een zangvogel uit de familie Muscicapidae (vliegenvangers). Eerder werd deze vogel beschouwd als een ondersoort van de shamalijster (C. malabaricus). Waarschijnlijk is deze vogel uitgestorven in het wild.

## Verspreiding en leefgebied
Deze vogel komt of kwam voor op de Indonesische Kangean-eilanden ten noorden van Bali.